# 東海市立船島小学校
東海市立船島小学校（とうかいしりつふなじましょうがっこう）は、愛知県東海市富木島町にある公立小学校。

## 概要
- 校区は中央町6丁目（一部）、 富木島町（池下、池脇、内堀、植ノ口、奥新田、北広、北太子、北島、新呂島、新石根（一部）、十二塚、砂ノ間、寺下、西広、根越、東広、東脇、藤島、船島、伏見2丁目、伏見3丁目、伏見4丁目、前田、南広、南島、南太子（一部）、森前、呂島、六反多である。公立中学校の進学先は東海市立富木島中学校である[1]。

## 沿革
- 1980年（昭和55年）4月1日 - 東海市立富木島小学校から分離し、東海市立船島小学校として開校する。
- 1981年（昭和56年）2月 - 体育館が完成する。
- 1988年（昭和63年）4月 - 隣接地に船島市民館が完成する。

## 交通アクセス
- らんらんバス中ルート「船島小学校前」バス停より徒歩約3分。
- 名鉄河和線高横須賀駅下車、徒歩約30分。

## 周辺施設
- 愛知県立東海商業高等学校
- 愛知県立横須賀高等学校
- 東海市立横須賀中学校
- 東海市立富木島中学校
- 東海市立横須賀小学校
- 東海市立富木島小学校
- 東海市立大田小学校
- 知多半島道路大府東海IC